# Acaena boliviana
Acaena boliviana é uma espécie de rosácea do gênero Acaena, pertencente à família Rosaceae.